# 吴志超
吴志超（1914年—1990年），江苏嘉定（今属上海）人，中华人民共和国企业家、政治人物，中国民主建国会会员、中央副主席，第四、五、六届全国政协委员，第七届全国政协常委。